# West Dailey Island
West Daileys Island ist eine Insel vor der Scott-Küste des ostantarktischen Viktorialands. Sie ist die westlichste und größte Insel in der Gruppe der Dailey Islands und liegt 8 km nordöstlich des Kap Chocolate, bei einer Länge von knapp 2 km und einer maximalen Breite von knapp 800 m.
Obwohl bereits Teilnehmer der Discovery-Expedition (1901–1904) unter der Leitung des britischen Polarforschers Robert Falcon Scott sie besucht und die gesamte Inselgruppe benannt hatten, geht die Benennung dieser Insel offenbar erst auf Teilnehmer von Scotts Terra-Nova-Expedition (1910–1913) zurück.